# Trèfle alpestre
Trifolium alpestre
Espèce
Classification phylogénétique
Le trèfle alpestre (Trifolium alpestre L.) est une espèce de plantes à fleurs du genre Trifolium et de la famille des Fabacées (ou Légumineuses). C'est une plante herbacée à fleurs pourpres. Comme son nom l'indique, on le rencontre surtout (mais non exclusivement) dans les régions montagneuses, jusqu'à environ 2 300 mètres.
Ne pas confondre avec Trifolium alpinum.